# شندل صموئيل
شندل صموئيل (بالإنجليزية: Shandel Samuel)‏ (مواليد 14 ديسمبر 1982 في سانت فينسينت) لاعب كرة قدم من فنسينتي دولي يجيد اللعب في خط الهجوم . يلعب حاليا لصالح نادي ما باو الترينيدادي من سنة 2009 .